# Sukamantri (Garut Kota)
Sukamantri is een bestuurslaag in het regentschap Garut van de provincie West-Java, Indonesië. Sukamantri telt 17.408 inwoners (volkstelling 2010).